# Niels Skousen
Niels Skousen (født 28. januar 1944 i Køln i Tyskland) er en dansk musiker, skribent, guitarist, komponist, skuespiller og poet. Niels Skousen er gift med Linda Wendel (siden 2003)
Niels Skousen debuterede i 1971 med Herfra hvor vi står (tekst og musik). Han blev nomineret til 8 musikpriser for sin CD Dobbeltsyn.
I 1964 startede hans musikalske karriere, med at han hørte Bob Dylan-albummet Another Side Of Bob Dylan. Han købte straks en guitar og begyndte at lære at spille, og samtidigt begyndte han at skrive sange. Denne påvirkning af Bob Dylan har varet hele karrieren: Bl.a. er albummet Dobbeltsyn stærkt påvirket af Dylan men også af Leonard Cohen og Billie Holiday.
Planen var, at han skulle være læge. Han startede da også på studiet men blev draget af Studenterscenen, og karrieren som musiker og skuespiller startede.
Niels Skousen var en del af ungdomsoprøret, idet han sad på Kulturministeriets trappe den 6. juli 1970 og røg hash sammen med bl.a. Klaus Rifbjerg og var blandt andet med som gæst i Young Flowers som både sanger og sangskriver.
I 2006 udkom hans album Daddy Longleg. Albummet blev nomineret til "Årets danske album" ved Danish Music Awards Folk i 2007. Skousen selv blev nomineret til "Årets danske artist (nutidig)", "Årets danske sangskriver" og "Årets danske komponist" ved samme prisuddeling.

## Teatre
- Studenterscenen
- Secret Service, tekstforfatter
- Solvognen, tekstforfatter og medvirkende
- Skousens Rockteater
- Mammutteateret

## Orkestre
- Young Flowers
- Pan, sanger
- Skousen & Ingemann
- Niels Skousen og band, Gert Smedegaard, trommer, Lennart Ginman, bas, Jonas Struck, guitar, Rune Kjeldsen, guitar og Niels Skousen, sang og forskellige instrumenter – februar 2007.

## Priser
- Dan Turèll Medaljen 2023[3]
- Carl Prisen 2015 som Årets Tekstforfatter for teksterne på albummet ”Smil eller dø”
- Steppeulven 2015 som Årets Tekstforfatter
- Gelsted-Kirk-Scherfig-Prisen 2016
- Steppeulven 2003 som Årets danske tekstforfatter, årets sangskriver og årets melodi.
- Niels Skousen præmieredes med 50.000 kr. af Statens Kunstfond i 2006 for Daddy Longleg
- Vinder af Danish Music Award 2003 - Årets Danske Folk Udgivelse: “Dobbeltsyn”[kilde mangler]

## Diskografi

### Soloudgivelser
- Jeg vender mig i sengen, 1973
- Palads af glas, 1976
- Landet rundt, 1980
- Dobbeltsyn, 2002
- Daddy Longleg, 2006
- Live Skousen, 2008
- Lyt til din coach, 2010
- 40 år i dansk rock - live fra Store Vega. 2012
- Smil eller dø, 2014
- Hvem er du som kommer imod mig (Playground Music, 2016)
- Døgnet Har 24 Timer, 2019
- Blæsten og Regnen, 2022

### Andre
- Skousen & Ingemann: Herfra hvor vi står, 1971
- Musikpatruljen: Musikpatruljen, 1972
- Skousen, Ingemann & Møller: Lykkehjulet, 1976
- Solvognen, Elverhøj, Fandens sang, 1976
- Stormfulde højder, 1977
- Skousen & Ingemann: Forbryderalbum, 1978
- Natlægen (rockrevy) (Niels Skousen, Troels Trier, Erik Clausen m.fl.), 1979
- Diverse kunstnere: På danske læber, nummeret "Miraklet", 2004
- Diverse kunstnere: Andersens drømme, numrene "Tåbelige menneske'" (tekst Lars Frost, Musik Nikolaj Nørlund) og Brand (tekst Jørgen Leth, musik Nikolaj Nørlund), 2005